# Dexter (rund)

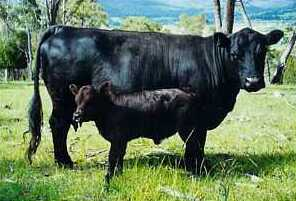
Dexterrund

De Dexter is het kleinste van de Europese runderrassen. Het ras is qua hoogte ongeveer twee derde van een zwartbonte melkkoe. 

## Kenmerken
De kruishoogte van een volwassen Dexter koe is 96 tot 111 centimeter en wegen tussen de 270 en 320 kilogram. Stieren zijn 10 centimeter groter en wegen rond de 450 kilogram. In verhouding tot hun grootte is het lichaam breed en lang, met een goed afgerond achterwerk. De dieren zijn doorgaans zwart, maar rode en dunkleur Dexters komen ook voor. Doorgaans zijn ze egaal van kleur met minimale tekening rond de uiers en de navel. De hoorns zijn tamelijk klein en dik (30-40 cm lang en circa 8 cm in doorsnede). Bij stieren groeien de hoorns zijwaarts met een bocht naar voren, bij koeien groeien de hoorns zijwaarts met een bocht naar boven. Het ras is zowel geschikt als melkkoe en als vleeskoe. De meeste boeren richten zich echter op slechts één eigenschap.

## Geschiedenis
Het ras is oorspronkelijk afkomstig uit het zuidwesten van Ierland. In 1882 werden een aantal exemplaren uitgevoerd naar Engeland. Het werd uiteindelijk een bedreigd ras. In Ierland is het geheel verdwenen terwijl het in Engeland een zeldzaam ras was. Er waren echter nog enkele kuddes over met volbloed Dexters.  
Dexters worden geclassificeerd als een dubbeldoelras, voor zowel melk als vlees. Vaak wordt echter ook gezegd dat het ras geschikt is voor drie doelen aangezien zij ook gebruikt kunnen worden als ossen. Hoe de dieren gebruikt worden hangt meestal af per land en per fokker. Juist de veelzijdigheid van de Dexter maakt hem interessant. Vandaar ook dat het ras tegenwoordig ook voorkomt in een groot aantal landen, waaronder de Verenigde Staten, Zuid-Afrika en Australië.
Het ras werd in de Verenigde Staten beschouwd als een zeldzaam type rund, totdat de American Livestock Breeds Conservancy een fokprogramma begon. Onder impuls hiervan is het aantal dieren nu weer aan het groeien.
In Engeland was de Dexter in 1970 bijna uitgestorven. Dankzij enkele (veelal vrouwelijke) liefhebbers/fokkers groeide het ras echter weer. In 2015 heeft de Engelse stamboekvereniging DCS meer dan 1400 leden en registreren jaarlijks meer dan 4000 stamboek kalveren.
In het Verenigd Koninkrijk worden de meeste Dexters gefokt op een puur grasdieet tot ze ongeveer drie jaar zijn. Als gevolg van de uitbraak van BSE heeft de regering echter wetgeving opgesteld die in de praktijk de verkoop en gebruik (als vlees) van alle dieren ouder dan 30 maanden onmogelijk heeft gemaakt. Dit heeft als gevolg dat soms jonge gecastreerde stieren bijgevoerd moeten worden om ze "af te mesten" voor ze 30 maanden oud zijn. Dieren die niet goed "afgemest" zijn, hebben doorgaans onvoldoende vet op het karkas.

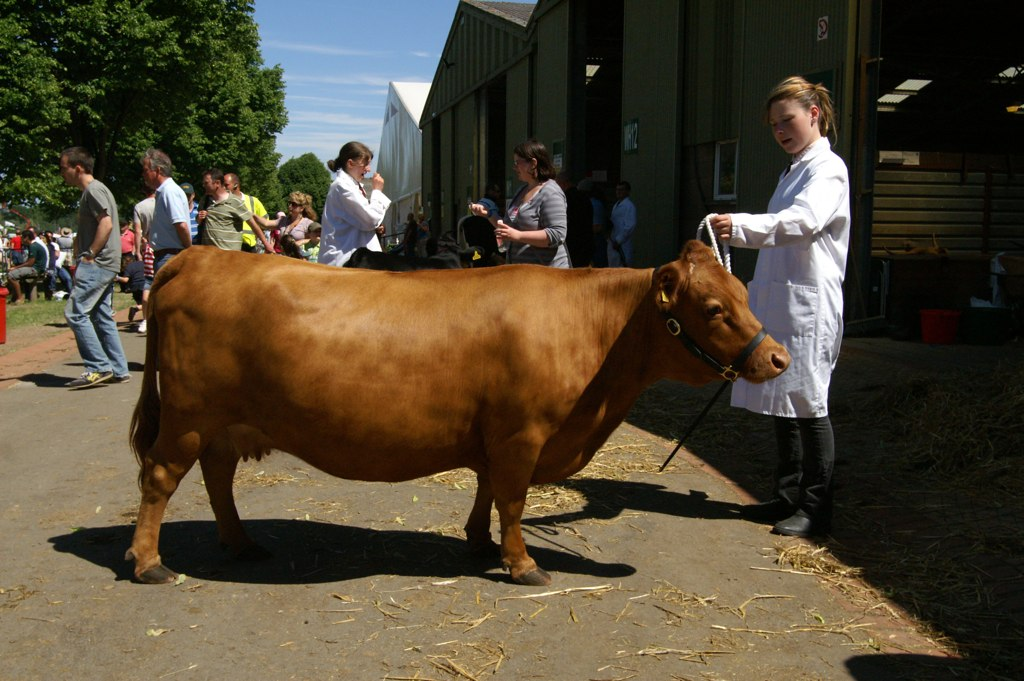
Een rode Dexterkoe

In de Verenigde Staten worden vleeskoeien geacht volwassen te zijn in 18 maanden. Dit levert relatief weinig maar wel een hoge kwaliteit mager vlees op. Doorgaans is 50 tot 60 procent van het dier bruikbaar voor verwerking tot vlees. Het rundvlees van Dexters is doorgaans wat donkerder van kleur en goed gemarmerd.
Dexters produceren een rijke melk, met een relatief hoog percentage aan melkvet (4%). De kwaliteit van de melk is vergelijkbaar met die van een Jersey-koe. Men claimt soms dat de melk homogener is dan melk van andere rassen, als gevolg van de kleinere vetdeeltjes. Normale melkproductie van een Dexter is tussen de 7,5 en 9,5 liter per dag.
De koeien zijn uitzonderlijk goede moeders. Zij verbergen hun kalveren vrijwel direct na de geboorte als er enige beschutting beschikbaar is. Zij produceren doorgaans voldoende melk voor twee tot drie kalveren en laten ook andere kalveren van andere koeien toe om te drinken. Ze staan bekend om gemakkelijk afkalven. Deze eigenschap, samen met de geringe omvang van het kalf, maakt Dexterstieren populair om te fokken met vaarzen van grotere vleesrassen om problemen bij de eerste bevalling te voorkomen.
Er zijn twee typen Dexters: laagbenige en hoogbenige. Laagbenige dieren zijn dragers van "chondrodysplasia" of "bulldog"-mutatie. Deze mutatie zorgt voor misvormde kalveren die over het algemeen in het derde trimester van de dracht spontaan geaborteerd worden. Hoogbenige dieren hebben in feite een mildere vorm van deze mutatie. Het risico van misvormingen is bij het fokken met laagbenige dieren dan ook groot. Hoogbenige Dexters hebben de mutatie niet. Indien 1 van de 2 ouders hoogbenig is kan er nooit een bulldogkalf geboren worden.